# Lista historycznych księstw Francji

Francja w 1477 roku

Lista historycznych księstw Francji obejmuje wszystkie księstwa terytorialne utworzone na terenie Francji od początku do końca istnienia królestwa Francji.

## Alfabetyczna lista księstw

### A
- Księstwo Alençon (lista książąt)
- Księstwo Alzacji (lista książąt)
- Księstwo Akwitanii (lista książąt)

### B
- Księstwo Bar (lista książąt)
- Księstwo Berry (lista książąt)
- Księstwo Burbonii (lista książąt)
- Księstwo Burgundii (lista książąt)
- Księstwo Bretanii (lista książąt)

### D
- Księstwo Dentelin (lista książąt)

### E
- Księstwo Étampes (lista książąt)

### G
- Księstwo Gaskonii (lista książąt)
- Księstwo Gujenny (lista książąt)

### L
- Księstwo Longueville (lista książąt)
- Księstwo Lotaryngii (lista książąt)

### M
- Księstwo Montpensier (lista książąt)

### N
- Księstwo Nemours (lista książąt)
- Księstwo Nevers (lista książąt)
- Księstwo Normandii (lista książąt)

### O
- Księstwo Orleanu (lista książąt)
- Księstwo Owernii (lista książąt)